# کویی تکمو

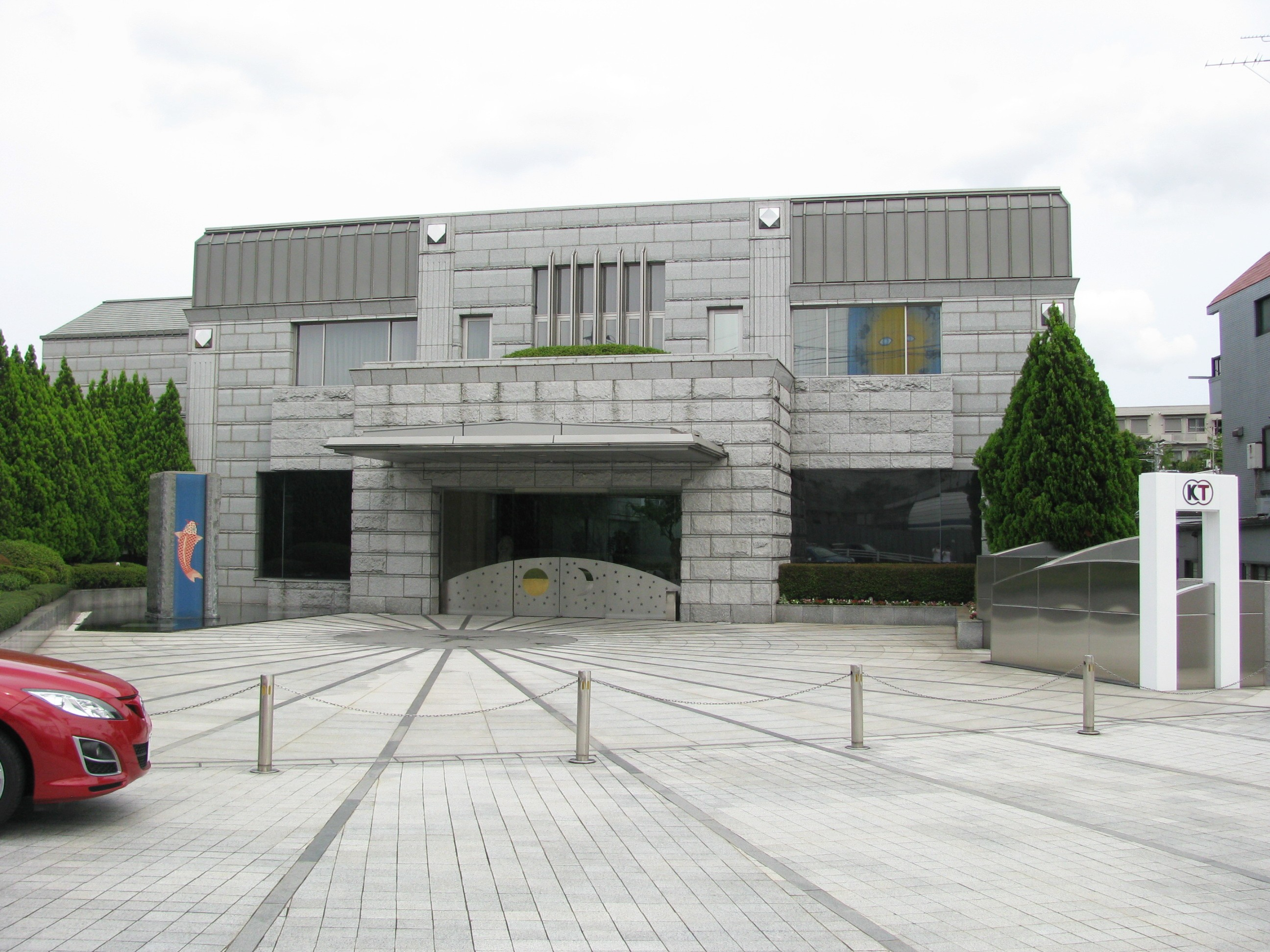
شرکت هلدینگ کویی تکمو (به ژاپنی: コーエーテクモホールディングス株式会社 Kōē Tekumo Hōrudingusu Kabushiki-gaisha) یک شرکت هلدینگ ژاپنی که در آوریل سال ۲۰۰۹ با ادغام شرکت‌های توسعه‌دهنده بازی‌های ویدئویی کویی و تکمو شکل گرفت.

شرکت هلدینگ کویی تکمو (به ژاپنی: コーエーテクモホールディングス株式会社 Kōē Tekumo Hōrudingusu Kabushiki-gaisha) یک شرکت هلدینگ ژاپنی که در آوریل سال ۲۰۰۹ با ادغام شرکت‌های توسعه‌دهنده بازی‌های ویدئویی کویی و تکمو شکل گرفت. در ابتدا این شرکت با عنوان تکمو کویی هلدینگ تأسیس شد، و سپس در ۱ ژوئیه ۲۰۱۴ این شرکت به کویی تکمو تغییر نام داد.